# ليرجيت 55
ليرجت 55 (بالإنجليزية: Learjet 55)‏ هي نفاثة أعمال أنتجت في الولايات المتحدة. من صناعة ليارجيت. كان أول طيران لها في 19 أبريل 1979. دخلت الخدمة في 1981، صنع منها 147 طائرة.